# Bernhard Alexander von Düringshofen
Bernhard Alexander von Düringshofen (né en avril 1714 à Sabow dans l'arrondissement de Pyritz, Poméranie et mort le 4 janvier 1776 à Francfort-sur-l'Oder) est un général de division royal prussien et chef du 24e régiment d'infanterie (de). Il est également inspecteur général des régiments de Westphalie et capitaine de Mühlenhof (de) et de Mühlenbeck.

## Origine
Il est issu de la famille noble prussienne von Düringshofen ou Diringshofen. Son père est seigneur de Sabow, Gustav Hans Ludwig von Düringshofen (mort le 7 décembre 1744) Sa mère, son épouse Marie Eleonore von Billerbeck (de) (née en 1680 et morte le 15 mars 1727) de la branche de Stresow. Après la mort de sa première femme, il se marie avec sa cousine Johanne Luise (Diring) von Diringshofen.
Son frère Karl Friedrich est major dans le 30e régiment d'infanterie, mais est mis à la retraite en 1762 en raison de sa blessure lors de la bataille de Torgau. Son demi-frère Gustav Friedrich (mort en 1796)  sert comme capitaine dans le 28e régiment d'infanterie et est marié à Charlotte Friederika von Hirschfeld.

## Biographie
En 1728, von Düringshofen rejoint le 8e régiment d'infanterie en tant qu'élève-officier, dans lequel il est promu enseigne en 1735, sous-lieutenant en 1736 et premier lieutenant en 1740. Le 7 janvier 1746, il est promu capitaine d'état-major et le 14 août 1747, il reçoit le commandement de la compagnie du capitaine von Wobser. Dans les guerres de Silésie, il participe aux batailles de Mollwitz, Chotusitz, Hohenfriedberg, Soor et Kesselsdorf ainsi qu'aux sièges de Glogau et Brieg.

Il est capitaine lorsqu'éclate la guerre de Sept Ans en 1756. Après la bataille de Lobositz, il est promu major par le roi Frédéric II et nommé adjudant de son aile. En outre, il devient commandant d'un bataillon de grenadiers qui est auparavant sous le commandement de Johann Christian Karl von Lengefeld. Il est formé à partir du personnel des régiments no 21 (Hülsen) et no 27 (de) (Asseburg (de)). Avec ce bataillon, il combat au siège de Prague. Von Düringshofen est blessé lors de la bataille de Moysberg. Pendant le siège de Schweidnitz, sa compagnie participe à la prise de la potence et il combat également dans la bataille de Hochkirch. En mars 1758, il est promu lieutenant-colonel et devient colonel en décembre 1758. Le 26 février 1759, lui et son bataillon sont encerclés par les Autrichiens sous les ordres de Philipp Levin von Beck (de) au poste de Greiffenberg am Queiß et doivent se rendre après une bataille de huit heures. Blessé à deux reprises, il est fait prisonnier par l'Autriche, où il est promu brigadier. Il est remplacé en 1761.
Il rejoint l'armée du prince Henri en Saxe, où il devient commandant d'une brigade et participe à la traversée de la Mulde par l'armée. Von Düringshofen combat ensuite avec son unité lors de la bataille de Freiberg. En 1763, il devient chef du 24e régiment d'infanterie (de).et est promu major général en mai 1764. En janvier 1765, il devient également capitaine de Mühlendorf et de Mühlenbeck et est également chargé à cette époque d'inspecter les régiments westphaliens. Pendant son séjour à Francfort, il est l'un des promoteurs de l'université.
Le roi Frédéric II écrit à propos de la mort de son général dans une lettre datée du 6 janvier 1776 adressée à son successeur, le général de division von Egloffstein : « Mon armée, en particulier son régiment, subit une très grande perte et il faudra certainement des efforts pour la remplacer. il . J'érige un tel monument à ses réalisations. […] »
Il y avait autrefois une statue du général dans le parc du côté sud de la ville de Francfort-sur-l'Oder

## Famille
Selon le Gothaisches Genealogies Taschenbuch  il est marié, mais malheureusement le nom de sa femme n'est pas connu. Il a un fils Friedrich (1766-1840), en relation avec Wilhelmine Karp, devenu major. Ce couple a à son tour plusieurs descendants, dont le lieutenant-général Karl Friedrich Alexander (1817-1890).